# Односи Србије и Ирана
Односи Србије и Ирана су односи Републике Србије и Исламске Републике Ирана.

## Билатерални односи
Дипломатски односи са Ираном су успостављени 1945. године.
Први дипломата акредитован у Југославији је био Али Акбар Кан Бехмен 1921. Први дипломата акредитован у Ирану био је Сава Спасојевић 1937.

### Економски односи
- У току 2020. г. извоз Србије је износио 7 милиона долара, а увоз 16,60 милиона УСД.
- У 2019. г. извоз из наше земље био је 9,23 милиона долара, а увоз 29 милиона УСД.
- У 2018. г. Србија је извезла робе у вредности од 9,77 милион УСД, а увезла за 42 милиона.[2][3]

### Дипломатски представници

#### У Београду
Амбасада Ирана у Београду радно покрива Црну Гору.
- Расхез Х.П. Бае, амбасадор, 2020. -
- Хосеин Мола Абдолахи, амбасадор, 2016. - 2020.
- Мајид Фахим Поур, амбасадор, 2013. - 2016.
- Аболгхасем Делфи, амбасадор. 2010. - 2013.
- Сејед Мортез Мир-Хејдари, амбасадор. 2004. - 2009.
- Аболхасани Шахреза, амбасадор, 2001. - 2004.
- Насролах Каземи Камијаб, амбасадор, 1991. -
- Мохамад Џавад Асајеш, амбасадор, 1986. - 1990.
- Махмуд Ахмадзадех Херави, амбасадор, 1982. - 1986.
- Реза Хашамијан, амбасадор, 1979. - 1982.
- Махмуд Салехи, амбасадор, 1976. - 1979.
- Хомајун Сами, амбасадор, 1972. - 1976.
- Алиреза Херави, амбасадор, 1968. - 1972.
- Мохамад Гавам, амбасадор, 1967. - 1968.
- Ахмад Егбал, амбасадор, 1963. - 1967.
- Мохамад Али Масуд Ансари, посланик, 1960. - 1962.
- Абдол Хосеин Мејкаде, посланик, 1956. - 1960.
- Мохсен Мадхат, посланик, 1954. - 1956.
- Хасан Пирназар, посланик, 1949. - 1954.
- Абас Форухар, посланик, 1946. - 1949.

Посланик акредитовани у Београду са седиштем у Букурешту:
- Мохзем Раис, посланик са седиштем у Букурешту, 1940. -
- Али Кан Могадам Мохамед, посланик са седиштем у Букурешту, 1938. -

#### У Техерану
- Дамир Ковачевић,[5] амбасадор, 2024—
- Драган Тодоровић, амбасадор, 2017—
- Златан Малтарић, амбасадор
- Александар Тасић, амбасадор, 2010—2015.
- /  /  Горан Опачић, амбасадор, 2002—2009.
- / , Трајко Трајковски, амбасадор, 1989—1992.
- Мирко Жарић, амбасадор, 1985—1989.
- Едвард Кљун, амбасадор, 1981—1985.
- Фаик Диздаревић, амбасадор, 1979—1981.
- Ђуро Нинчић, амбасадор, 1977—1979.
- Мухамед Хаџић, амбасадор, 1973—1977.
- Ласло Бала, амбасадор, 1969—1973.
- Жига Водушек, амбасадор, 1965—1969.
- Гојко Жарковић, амбасадор, 1961—1965.
- Душан Ристић, посланик, 1957—1960.
- Анте Рукавина, посланик, 1953—1957.
- Шериф Шеховић, посланик, 1951—1953.
- Петар Раичковић, посланик, 1949—1951.
- Асим Алихоџић, посланик, 1945—1948.